# Skavbergstjärnen (Degerfors socken, Västerbotten)
Skavbergstjärnen är en sjö i Vindelns kommun i Västerbotten och ingår i Sävaråns huvudavrinningsområde. Sjön har en area på 0,0629 kvadratkilometer och ligger 302,1 meter över havet. Skavbergstjärnen ligger i Sävarån Natura 2000-område.

## Delavrinningsområde
Skavbergstjärnen ingår i det delavrinningsområde (717237-168214) som SMHI kallar för Utloppet av Trehörningssjön. Medelhöjden är 281 meter över havet och ytan är 8,83 kvadratkilometer. Räknas de 8 avrinningsområdena uppströms in blir den ackumulerade arean 66,42 kvadratkilometer. Avrinningsområdets utflöde Sävarån (Lossmenån) mynnar i havet. Avrinningsområdet består mestadels av skog (76 procent). Avrinningsområdet har 1,23 kvadratkilometer vattenytor vilket ger det en sjöprocent på 13,9 procent.